# محمدهاشم پسران
محمدهاشم پسران (زاده ۱۰ فروردین ۱۳۲۵) اقتصاددان ایرانی‌تبار مقیم بریتانیا است. وی دارای دکتری اقتصاد از دانشگاه کمبریج، استاد تمام بازنشسته دانشگاه کمبریج (۲۰۱۲-۱۹۸۸)، صاحب کرسی عالی اقتصاد جان الیوت در دانشگاه کالیفرنیای جنوبی (هم اکنون-۲۰۰۵) و عضو پژوهشی پیوسته کالج ترینیتی، کمبریج (هم اکنون-۱۹۷۷) است.
وی هم‌چنین، استاد اسبق اقتصاد و مدیر برنامه اقتصادسنجی کاربردی در دانشگاه کالیفرنیا، لس‌آنجلس (۱۹۹۳–۱۹۸۹)؛ استاد مدعو اسبق دانشگاه هاروارد، انستیتو مطالعات پیشرفته وین، دانشگاه پنسیلوانیا، دانشگاه کالیفرنیای جنوبی، دانشگاه ملی استرالیا؛ و عضو پیوسته فرهنگستان بریتانیا (British Academy)، جامعه اقتصادسنجی (Econometric Society)، و مجله اقتصادسنجی (Journal of Econometrics) است.
مؤسسه تامسون رویترز در ۲۷ سپتامبر ۲۰۱۳، محمدهاشم پسران را یکی از برندگان احتمالی نوبل اقتصاد در سال ۲۰۱۳ دانست.

## زندگی‌نامه
محمدهاشم پسران در شیراز زاده شد. دیپلم دبیرستان را از مدرسه نمازی (شیراز) گرفت. در نوامبر ۱۹۶۴ با بورس تحصیلی بانک مرکزی ایران برای تحصیلات عالی به انگلستان رفت. مدرک کارشناسی خود را در اقتصاد، ریاضیات و آمار با رتبه ممتاز از دانشگاه سالفورد گرفت. سپس، موفق به دریافت دکتری اقتصاد از دانشگاه کمبریج شد.

## سوابق دانشگاهی و پژوهشی
- استاد تمام بازنشسته دانشگاه کمبریج (۲۰۱۲–۱۹۸۸)
- صاحب کرسی عالی اقتصاد جان الیوت در دانشگاه کالیفرنیای جنوبی (هم اکنون-۲۰۰۵)
- عضو پژوهشی پیوسته کالج ترینیتی، کمبریج (هم اکنون-۱۹۷۷)
- استاد تمام اقتصاد و مدیر برنامه اقتصادسنجی کاربردی در دانشگاه کالیفرنیا، لس‌آنجلس (۱۹۹۳–۱۹۸۹)
- استاد مدعو دانشگاه هاروارد، انستیتو مطالعات پیشرفته وین، دانشگاه پنسیلوانیا، دانشگاه کالیفرنیای جنوبی، دانشگاه ملی استرالیا
- عضو پیوستۀ فرهنگستان بریتانیا (British Academy)، جامعه اقتصادسنجی (Econometric Society)، و مجله اقتصادسنجی (Journal of Econometrics)

وی از حیث تعداد استناد به مقالات از بین ۲۰ اقتصاددان تراز اول اروپایی در فاصلۀ سال‌های ۱۹۹۶–۱۹۹۳ در رتبه نوزدهم (پس از مارک بلاگ و قبل از انگوس مدیسون) قرار داشت. هم‌چنین، در رتبه‌بندی وب‌گاه ideas.repec در آوریل ۲۰۱۰ رتبه چهارمین اقتصاددان جهان (با ۴۲۷ امتیاز) را با توجه به تعداد استنادات به مقالاتش به دست آورد. 
او همچنین، بنیانگذار مجله اقتصادسنجی کاربردی است؛ و به همراه برادر خود - بهرام پسران - نرم‌افزار اقتصادسنجی Microfit را طراحی و به بازار عرضه کرده‌اند.

## جوایز
- دکتری افتخاری از دانشگاه سالفورد (۱۹۹۳)
- کارشناسی ارشد افتخاری از دانشگاه کمبریج (۲۰۰۳)
- دکتری افتخاری از دانشگاه گوته فرانکفورت (۲۰۰۸)
- دکتری افتخاری از دانشگاه ماستریخت (۲۰۱۳)